# Ланчжун
Ланчжун (кит. спр. 阆中市, піньїнь: Lángzhōng Shì) — місто-повіт у центральнокитайській провінції Сичуань, складова міста Наньчун.

## Географія
Ланчжун розташовується на сході Сичуані у межах Сичуанської западини.

### Клімат
Місто знаходиться у зоні, котра характеризується вологим субтропічним кліматом. Найтепліший місяць — липень із середньою температурою 26.7 °C (80 °F). Найхолодніший місяць — січень, із середньою температурою 5.6 °С (42 °F).
| Клімат Ланчжуна         | Клімат Ланчжуна | Клімат Ланчжуна | Клімат Ланчжуна | Клімат Ланчжуна | Клімат Ланчжуна | Клімат Ланчжуна | Клімат Ланчжуна | Клімат Ланчжуна | Клімат Ланчжуна | Клімат Ланчжуна | Клімат Ланчжуна | Клімат Ланчжуна | Клімат Ланчжуна |
| Показник                | Січ.            | Лют.            | Бер.            | Квіт.           | Трав.           | Черв.           | Лип.            | Серп.           | Вер.            | Жовт.           | Лист.           | Груд.           | Рік             |
| Середній максимум, °C   | 9               | 11              | 16              | 22              | 26              | 28              | 31              | 31              | 25              | 21              | 15              | 11              | 20              |
| Середня температура, °C | 6               | 8               | 13              | 18              | 22              | 24              | 27              | 27              | 22              | 17              | 12              | 8               | 17              |
| Середній мінімум, °C    | 3               | 5               | 9               | 13              | 17              | 20              | 23              | 23              | 19              | 14              | 9               | 5               | 13              |
| Норма опадів, мм        | 12              | 13              | 34              | 69              | 116             | 108             | 204             | 171             | 178             | 81              | 33              | 12              | 1030            |
| ----------------------- | --------------- | --------------- | --------------- | --------------- | --------------- | --------------- | --------------- | --------------- | --------------- | --------------- | --------------- | --------------- | --------------- |
| Джерело: Weatherbase    |                 |                 |                 |                 |                 |                 |                 |                 |                 |                 |                 |                 |                 |